# North West 200
La North West 200, abreujat NW200, és una cursa de motociclisme de velocitat que se celebra anualment des de 1929 a Irlanda del Nord durant el mes de maig. Juntament amb el Tourist Trophy, que té lloc a l'illa de Man, és una de les curses de motociclisme en circuit urbà més famoses del món.

## El circuit
El circuit consta de carreteres normalment obertes al trànsit i passa per les poblacions de Portrush, Portstewart i Coleraine. La longitud total és de 8,9 milles (14,3 km). A causa de la seva forma, el circuit és conegut amb el nom de "The Triangle" i és considerat un dels més ràpids del món, amb trams als quals s'assoleixen velocitats màximes que superen els 300 km/h (Martin Jessopp va establir-ne el rècord de velocitat el 2012 a 335 km/h amb una Ducati 1098R). Per tal de fer-lo més segur en cas d'accident, es retiren o es protegeixen amb bales de palla tots els senyals de trànsit i fanals de les carreteres implicades.

## La cursa

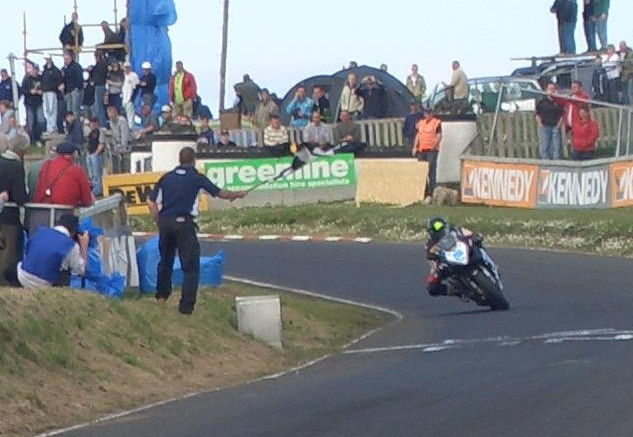
Bruce Anstey en guanyar la cursa del 2007

Al començament, la cursa es desenvolupava amb una distància total de 200 milles (322 km), d'aquí el nom. Més tard, la fórmula de competició va evolucionar cap a la seva forma actual, que consta de sis curses separades la durada de les quals oscil·la entre quatre i sis voltes. Els entrenaments, atès que la competició requereix el tancament de totes les carreteres per on passa, es fan a la nit del dimarts i dijous anteriors a les curses, que es disputen dissabte a la tarda.
Molts pilots de fama mundial han participat en aquesta cursa, entre ells Joey Dunlop, guanyador de 13 edicions al llarg de la seva carrera esportiva. Entre 1997 i 2017, l'anglès Michael Rutter va obtenir-hi 14 victòries. El rècord de victòries és d'Alastair Seeley, amb 29. Robert Dunlop va perdre la vida a la North West 200 durant els entrenaments de l'edició de 2008 en sortir del traçat a gran velocitat al revolt de Mather's Cross.

## Guanyadors múltiples
A 31 de desembre de 2024
Font:
| Victòries | Pilots           | Pilots          | Pilots         | Pilots        | Pilots           | Pilots         | Pilots           | Pilots            |  |
| --------- | ---------------- | --------------- | -------------- | ------------- | ---------------- | -------------- | ---------------- | ----------------- |  |
| 29        | Alastair Seeley  |                 |                |               |                  |                |                  |                   |  |
| 15        | Robert Dunlop    |                 |                |               |                  |                |                  |                   |  |
| 14        | Michael Rutter   |                 |                |               |                  |                |                  |                   |  |
| 13        | Joey Dunlop      |                 |                |               |                  |                |                  |                   |  |
| 11        | Phillip McCallen |                 |                |               |                  |                |                  |                   |  |
| 10        | Bruce Anstey     |                 |                |               |                  |                |                  |                   |  |
| 9         | Tony Rutter      |                 |                |               |                  |                |                  |                   |  |
| 8         | Ian Lougher      | Glenn Irwin     | Steve Plater   |               |                  |                |                  |                   |  |
| 6         | Steve Cull       | John McGuinness |                |               |                  |                |                  |                   |  |
| 5         | Arthur Wheeler   | Tommy Robb      | John Williams  | Mick Grant    | Woolsey Coulter  | Ian Simpson    | Ryan Farquhar    | Michael Dunlop    |  |
| 5         | Lee Johnston     |                 |                |               |                  |                |                  |                   |  |
| 4         | Bob McIntyre     | David Jefferies | Jimmie Guthrie | Ernie Nott    | Eddie Laycock    | William Dunlop | Richard Cooper   |                   |  |
| 3         | Alan Shepherd    | Artie Bell      | Callum Ramsey  | Geoff Duke    | Charlie Williams | Jim Moodie     | Eric Fernihough  | Ralph Bryans      |  |
| 3         | Ray McCullough   | Rod Gould       | Trevor Nation  | Tom Herron    | Sammy Miller     | Ian Hutchinson | Martin Jessopp   | Jeremy McWilliams |  |
| 3         | Davey Todd       |                 |                |               |                  |                |                  |                   |  |
| 2         | Alistair King    | Andy Watts      | Bob Anderson   | Carl Fogarty  | Charlie Manders  | John White     | Derek Chatterton | Derek Ennett      |  |
| 2         | Donny Robinson   | Fred Stevens    | Gary Cowan     | Graham Wood   | Ian Newton       | Jack Brett     | John Blanchard   | John Cooper       |  |
| 2         | Kevin Mitchell   | Peter Williams  | Phelim Owens   | Dick Creith   | Robert Holden    | Roger Marshall | Steve Hislop     | Tim Hunt          |  |
| 2         | Walter Rusk      | Olie Linsdell   | Ivan Lintin    | Peter Hickman | Richard Cooper   |                |                  |                   |  |